# 佐賀大学医学部附属病院

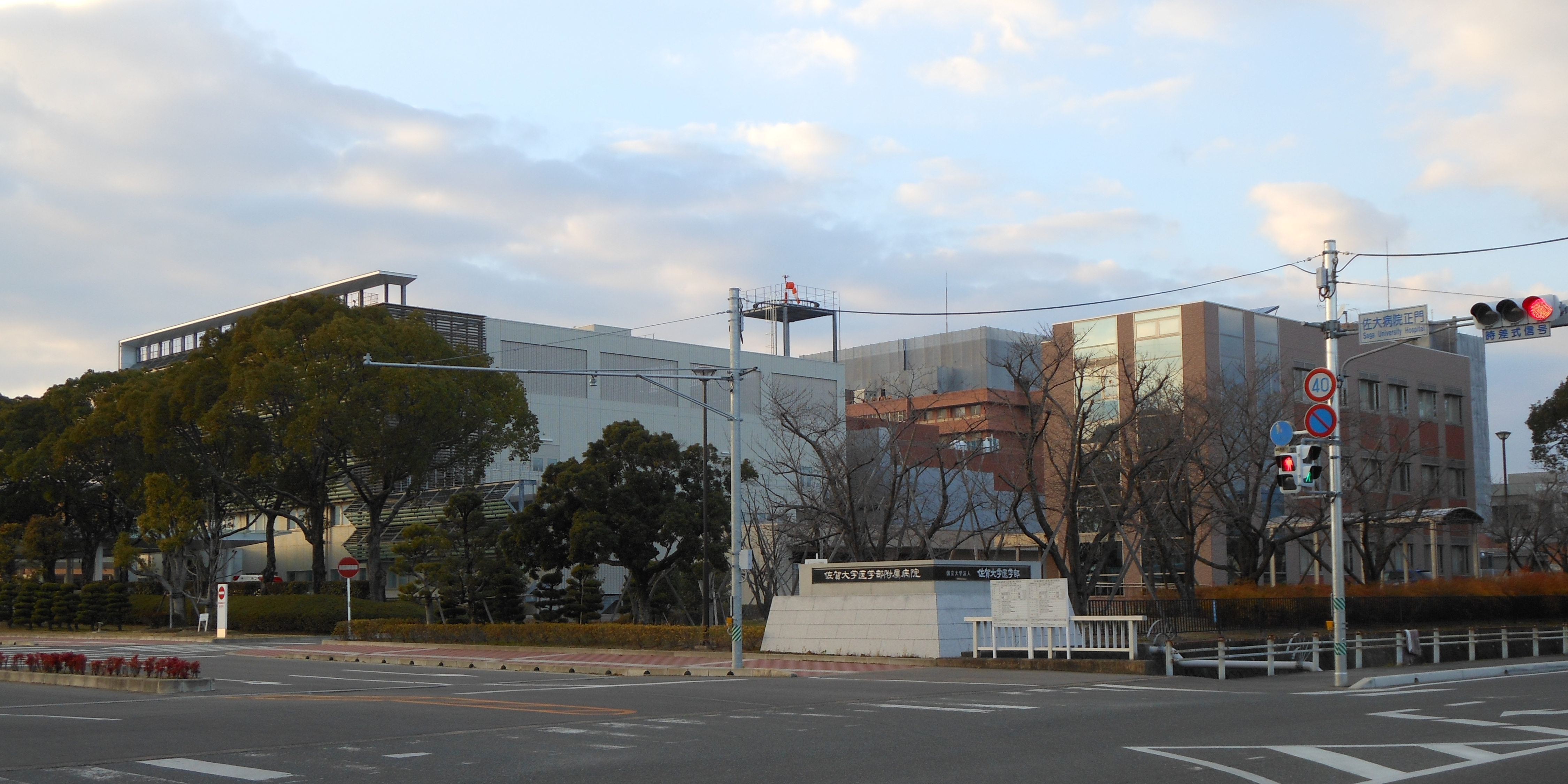
入口

佐賀大学医学部附属病院（さがだいがくいがくぶふぞくびょういん） 英語: Saga University Hospitalは、佐賀県佐賀市の佐賀大学鍋島キャンパス内にある大学病院である。

## 概要
国立大学法人佐賀大学が管理運営する。
1981年4月1日の開院以降佐賀医科大学附属病院という名称だったが、2003年4月1日、旧佐賀大学と佐賀医科大学の統合によって現在の名称に変更された。
佐賀県ドクターヘリの基地病院である（協力病院として佐賀県医療センター好生館）。

## 診療科目
- 膠原病・リウマチ内科
- 呼吸器内科
- 神経内科
- 血液内科
- 循環器内科
- 腎臓内科
- 消化器内科
- 肝臓・糖尿病・内分泌内科
- 皮膚科
- 一般・消化器外科
- 呼吸器外科
- 心臓血管外科
- 脳神経外科
- 整形外科
- 泌尿器科
- 形成外科
- 放射線科
- リハビリテーション科
- 精神神経科
- 小児科
- 麻酔科蘇生科
- 産婦人科
- 眼科
- 耳鼻咽喉科
- 地域包括緩和ケア科
- 歯科口腔外科

## 中央診療施設
- 検査部、手術部、放射線部、材料部、MEセンター[1]

## 特殊診療施設
- 救急部、総合診療部、集中治療部、輸血部、病理部、光学医療診療部、医療情報部、リハビリテーション部、診療録センター、感染制御部[2]

## その他
- 薬剤部[3]
- 看護部[4]
- 医療安全管理室[5]
- メディカルサポートセンター[6]
- 臨床研究センター[7]
- セブン-イレブン佐賀大学医学部附属病院店[8]
- ドトールコーヒーショップ佐賀大学医学部附属病院店[9]

## 医療機関の指定・認定
この節の出典
- 保険医療機関
- 労災保険指定医療機関
- 指定自立支援医療機関（更生医療）
- 指定自立支援医療機関（育成医療）
- 指定自立支援医療機関（精神通院医療）
- 身体障害者福祉法指定医の配置されている医療機関
- 精神保健指定医の配置されている医療機関
- 生活保護法指定医療機関 - 中国残留邦人等の円滑な帰国の促進並びに永住帰国した中国残留邦人等及び特定配偶者の自立の支援に関する法律（平成6年法律第30号）に基づく指定医療機関を含む。
- 指定養育医療機関
- 指定小児慢性特定疾病医療機関
- 原子爆弾被害者医療指定医療機関
- 原子爆弾被害者一般疾病医療取扱医療機関
- 母体保護法指定医の配置されている医療機関
- 特定機能病院
- 災害拠点病院 - 基幹[11]
- 救命救急センター
- 臨床研修病院
- 臨床修練病院等
- がん診療連携拠点病院等
- エイズ治療拠点病院
- 肝疾患診療連携拠点病院
- 特定疾患治療研究事業委託医療機関
- DPC対象病院
- 地域周産期母子医療センター
- 認知症疾患医療センター [12]
- 原子力災害拠点病院 [13]
- 公益財団法人 日本医療機能評価機構認定病院[14]
- このほか、各種法令による指定・認定病院であるとともに、各学会の認定施設でもある。

## 交通アクセス
- JR九州長崎本線佐賀駅から佐賀市営バス 佐賀駅バスセンターで50系統または51系統乗車、「佐賀大学病院」停留所下車[15]

## 近隣の医療機関
- 佐賀県医療センター好生館 - 佐賀市
- 佐賀リハビリテーション病院[16] - 佐賀市
- 佐賀佐賀記念病院[17] - 佐賀市
- 佐賀中部病院 - 佐賀市
- 佐賀病院 - 佐賀市
- 国立病院機構肥前精神医療センター - 神埼郡吉野ヶ里町